# Уркан (Сковородинский район)
Уркан — упразднённый железнодорожный блок-пост в Сковородинском районе Амурской области России. На момент упразднения входил в состав Талданского сельсовета. Исключён из учётных данных в 1984 году.

## География
Располагался на левобережье реки Уркан (приток реки Керак), на перегоне Свободный — Сковородино Забайкальской железной дороги.

## История
Блок-пост основан в 1953 году.
Решением Амурского исполкома от 29 августа 1984 года № 380, блок-пост Уркан исключён из учётных данных как несуществующий.